# Edward O'Brien
Edward O’Brien, född 12 september 1914 i Somers Point i New Jersey, död 15 september 1976 i Essex Falls i New Jersey, var en amerikansk  friidrottare.
O’Brien blev olympisk silvermedaljör på 4 x 400 meter vid sommarspelen 1936 i Berlin.